# Fluquinconazol
Fluquinconazol ist eine chemische Verbindung aus der Gruppe der Triazole und Conazole.

## Gewinnung und Darstellung
Fluquinconazol kann durch Reaktion von 5-Fluoranthranilsäureamid mit 2,4-Dichlorphenylisocyanat, Phosphoroxychlorid und dem Kaliumsalz von 1,2,4-Triazol gewonnen werden.

## Eigenschaften
Fluquinconazol ist ein farbloser Feststoff, der praktisch unlöslich in Wasser ist.

## Verwendung
Fluquinconazol wird als Fungizid gegen Schlauchpilze, Deuteromycetes und Ständerpilze verwendet. Es beeinflusst die Ergosterol-Biosynthese durch Hemmung der Demethylierung von Steroiden.

## Zulassung
Fluquinconazol wurde 1992 auf den Markt gebracht und war seit 1997 zugelassen.
In der Europäischen Union wurde Fluquinconazol 2008 zunächst nicht in die Liste der zulässigen Wirkstoffe aufgenommen, bestehende Zulassungen wären bis Ende 2011 zu widerrufen gewesen.
Diese Entscheidung wurde 2011 aufgehoben, seit Januar 2012 durfte Fluquinconazol in der Europäischen Union für Anwendungen als Fungizid zugelassen werden, diese Zulassung ist jedoch am 31. Dezember 2021 ausgelaufen.
In Deutschland, Österreich und der Schweiz sind keine Pflanzenschutzmittel mit diesem Wirkstoff mehr im Handel.